# Доње Село (Даниловград)
Доње Село је насеље у општини Даниловград у Црној Гори. Према попису из 2003. било је 326 становника (према попису из 1991. било је 257 становника).

## Демографија
У насељу Доње Село живи 239 пунолетних становника, а просечна старост становништва износи 36,8 година (34,6 код мушкараца и 39,5 код жена). У насељу има 93 домаћинства, а просечан број чланова по домаћинству је 3,51.
Ово насеље је углавном насељено Црногорцима (према попису из 2003. године), а у последња три пописа, примећен је пораст у броју становника.
|  |

| Демографија | Демографија | Демографија |
| Година      | Становника  | Становника  |
| ----------- | ----------- | ----------- |
|             |             |             |
|             |             |             |
|             |             |             |
|             |             |             |
| 1948.       | 286         |             |
| 1953.       | 255         |             |
| 1961.       | 240         |             |
| 1971.       | 201         |             |
| 1981.       | 171         |             |
| 1991.       | 257         | 254         |
| 2003.       | 326         | 326         |
|             |             |             |

| Етнички састав према попису из 2003.‍ | Етнички састав према попису из 2003.‍ | Етнички састав према попису из 2003.‍ | Етнички састав према попису из 2003.‍ | Етнички састав према попису из 2003.‍ |
| ------------------------------------ | ------------------------------------ | ------------------------------------ | ------------------------------------ | ------------------------------------ |
|                                      |                                      |                                      |                                      |                                      |
| Црногорци                            | Црногорци                            |                                      | 240                                  | 73,61%                               |
| Срби                                 | Срби                                 |                                      | 72                                   | 22,08%                               |
| непознато                            | непознато                            |                                      | 14                                   | 4,29%                                |

| Година пописа     | 1948. | 1953. | 1961. | 1971. | 1981. | 1991. | 2003. |
| ----------------- | ----- | ----- | ----- | ----- | ----- | ----- | ----- |
| Број домаћинстава | 66    | 59    | 67    | 60    | 54    | 75    | 93    |

| Број чланова      | 1  | 2  | 3  | 4  | 5  | 6  | 7 | 8 | 9 | 10 и више | Просек |
| ----------------- | -- | -- | -- | -- | -- | -- | - | - | - | --------- | ------ |
| Број домаћинстава | 93 | 13 | 20 | 16 | 17 | 15 | 5 | 4 | 3 | 0         | 0      |

| Пол    | Укупно | Неожењен/Неудата | Ожењен/Удата | Удовац/Удовица | Разведен/Разведена | Непознато |
| ------ | ------ | ---------------- | ------------ | -------------- | ------------------ | --------- |
| Мушки  | 135    | 40               | 76           | 3              | 1                  | 15        |
| Женски | 121    | 15               | 74           | 22             | 3                  | 7         |
| УКУПНО | 256    | 55               | 150          | 25             | 4                  | 22        |

| Пол    | Укупно                    | Пољопривреда, лов и шумарство | Рибарство                            | Вађење руде и камена | Прерађивачка индустрија       |
| ------ | ------------------------- | ----------------------------- | ------------------------------------ | -------------------- | ----------------------------- |
| Мушки  | 56                        | 4                             | 0                                    | 1                    | 17                            |
| Женски | 23                        | 0                             | 0                                    | 0                    | 3                             |
| УКУПНО | 79                        | 4                             | 0                                    | 1                    | 20                            |
| Пол    | Производња и снабдевање   | Грађевинарство                | Трговина                             | Хотели и ресторани   | Саобраћај, складиштење и везе |
| Мушки  | 3                         | 2                             | 6                                    | 2                    | 5                             |
| Женски | 1                         | 1                             | 3                                    | 0                    | 1                             |
| УКУПНО | 4                         | 3                             | 9                                    | 2                    | 6                             |
| Пол    | Финансијско посредовање   | Некретнине                    | Државна управа и одбрана             | Образовање           | Здравствени и социјални рад   |
| Мушки  | 0                         | 1                             | 10                                   | 0                    | 1                             |
| Женски | 0                         | 0                             | 6                                    | 1                    | 4                             |
| УКУПНО | 0                         | 1                             | 16                                   | 1                    | 5                             |
| Пол    | Остале услужне активности | Приватна домаћинства          | Екстериторијалне организације и тела | Непознато            | Непознато                     |
| Мушки  | 3                         | 0                             | 0                                    | 1                    | 1                             |
| Женски | 3                         | 0                             | 0                                    | 0                    | 0                             |
| УКУПНО | 6                         | 0                             | 0                                    | 1                    | 1                             |